# مقاطعة نافاهو (أريزونا)
مقاطعة نافاهو (بالإنجليزية: Navajo County)‏ هي إحدى مقاطعات ولاية أريزونا في الولايات المتحدة الأمريكية.